# Domur, Domaniç
Domur là một xã thuộc huyện Domaniç, tỉnh Kütahya, Thổ Nhĩ Kỳ. Dân số thời điểm năm 2008 là 306 người.